# Лазарєв Едуард Леонідович
Едуард Леонідович Лазарєв  (*19 грудня 1935, Свердловськ (нині Єкатеринбург — 10 січня 2008), РРФСР) — радянський, молдавський композитор.

## Біографія
Закінчив Московську консерваторію (1959, кл. композиції С. С. Богатирьова).
У 1970—1972 рр. — член репертуарно-редакційної колегії Міністерства культури МРСР.
У 1973—1975 рр. — член сценарно-редакційної колегії Комітету з кінематографії при Раді Міністрів МРСР.
Співавтор музики Гімну Молдавської РСР (реновація 1980 року); також симфонічних творів, балетів «Утес» (1959), «Зламаний меч» (1960); опер «Клоп» (1960), «Дракон» (за однойменною п'єсою Є. Шварца, Кишинів, 1976) та ін.; музики до кінофільмів кіностудії «Молдова-фільм».
Автор музики українських кінокартин (Одеська кіностудія): «Одеські канікули» (1965, реж. Ю. Петров), «Дубравка» (1967, реж. Р. Василевський).
Між 1974 і 1983 рр. написав балет у восьми актах «Майстер і Маргарита» за твором М. Булгакова.

## Відзнаки
- Заслужений діяч мистецтв Молдавської РСР з 1964 року;
- Премія II-го Всесоюзного кінофестивалю в Києві: За найкращу музику до фільму «Останній місяць осені» (1966)[6];
- Державна премія Молдавської РСР (1966; за музику до балету «Антоній і Клеопатра»)[7].
- Народний артист Молдавської РСР з 1978 року.